# Takfir
Takfir (em árabe: تَكْفِير, translit. takfīr) é um termo árabe e islâmico que denota a excomunhão do Islã de um muçulmano por outro, ou seja, acusar outro muçulmano de ser um apóstata.A palavra não é encontrada nem no Alcorão nem na literatura hádice; em vez disso, kufr ("descrença") e kāfir ("incrédulo") e outros termos que empregam a mesma raiz triliteral k-f-r aparecem.
Desde que, de acordo com as interpretações tradicionais da lei islâmica (sharīʿa), a punição para a apostasia é a pena de morte, e potencialmente uma causa de conflito e violência dentro da comunidade muçulmana (Ummah), uma acusação de takfir mal fundamentada era um ato proibido (haram) importante na jurisprudência islâmica, com um hádice declarando que aquele que erroneamente declara um muçulmano como incrédulo não é ele mesmo um apóstata, mas sim cometeu um pequeno shirk.
Na história do Islã, uma seita originária do século VII conhecida como os carijitas realizava takfīr tanto contra sunitas quanto contra xiitas muçulmanos, e se tornou a principal fonte de insurreição contra os primeiros califados por séculos.Tradicionalmente, o único grupo autorizado a declarar outro muçulmano como kāfir são os estudiosos do Islã (Ulama), que afirmam que todas as precauções legais prescritas devem ser tomadas antes de declarar takfīr.
A partir da metade do século XX, alguns indivíduos e organizações no mundo muçulmano começaram a aplicar acusações de takfīr não apenas contra aqueles que percebiam como muçulmanos desviados e lapsos, mas também contra governos e, em alguns casos, sociedades também.
Em seu livro amplamente influente Milestones, o ideólogo islâmico egípcio Sayyid Qutb pregou que os governos que governam o mundo muçulmano haviam caído em um estado de apostasia coletiva ou jahiliyah (um estado de ignorância pré-islâmica) vários séculos atrás, tendo abandonado o uso da lei sharīʿa, sem a qual (Qutb afirmava) o Islã não pode existir. Qutb afirmou que, como os líderes governamentais muçulmanos (além de serem cruéis e maus) na verdade não eram muçulmanos, mas apóstatas impedindo o revivalismo do Islã, o uso da "força física" deveria ser usado para removê-los. Essa ideologia islâmica radical, chamada "takfirismo", foi amplamente adotada e aplicada por numerosos extremistas islâmicos, terroristas e organizações jihadistas nos séculos XX e XXI, em graus variados.
Desde a segunda metade do século XX, takfīr também tem sido usado para "sancionar a violência contra líderes de estados islâmicos" que não aplicam a xaria ou são de outra forma "considerados insuficientemente religiosos". Declarações politicamente motivadas e arbitrárias de takfīr se tornaram uma "ideologia central" de organizações jihadistas baseadas no Egito, que foram inspiradas pelas ideias dos estudiosos islâmicos medievais ibne Taimia e Ibn Kathir, e da ideologia islâmica moderna de Sayyid Qutb e Abul A'la Maududi.
Algumas organizações insurgentes salafistas jihadistas como Takfir wal-Hijra, GIA, Boko Haram, e o Estado Islâmico, têm se envolvido em discurso takfirista radical. Sua prática de takfīr foi denunciada como desviante pelas principais escolas do Islã e vários líderes como Hasan al-Hudaybi (m. 1977) e Yusuf al-Qaradawi.

## Etimologia e termilogia
Os termos árabes kufr ("descrença") e kāfir ("incrédulo"), junto com outros termos que utilizam a mesma raiz triliteral k-f-r, são encontrados tanto no Alcorão quanto na literatura de hádice, mas o termo takfīr usado para declarar outro muçulmano como kāfir não é encontrado em nenhum deles. "A palavra takfīr foi introduzida no período pós-corânico e foi feita pela primeira vez pelos carijitas," de acordo com J. E. Campo.
O ato que precipita o takfīr é denominado mukaffir. Um muçulmano que declara outro muçulmano como incrédulo ou apóstata é um takfīri ("excomungante"). É proibido fazer isso sem tribunal e 12 anos de estudos islâmicos.

## Autoridade e condições

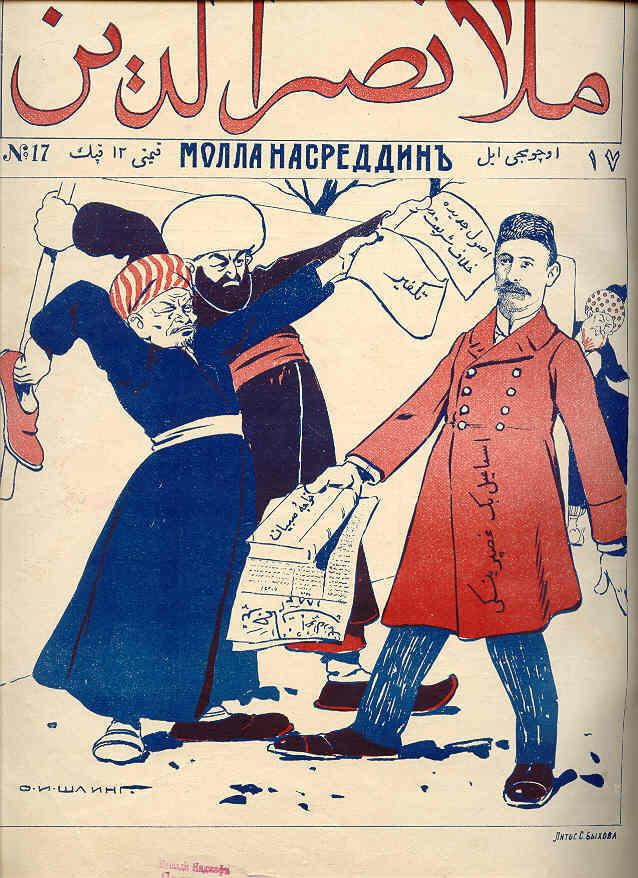
Caricatura do educador e intelectual tártaro da Crimeia Ismail Gasprinsky (à direita), líder do movimento Jadid, retratado segurando o jornal Terjuman ("O Tradutor") e o livro didático Khoja-i-Sübyan ("O Professor de Crianças") em sua mão. Dois homens, respectivamente clérigos muçulmanos tártaros e azerbaijanos, estão ameaçando-o com decretos takfīr e xariá (à esquerda). Da revista satírica Molla Nasreddin, N. 17, 28 de abril de 1908, Tiblíssi (ilustrador: Oskar Schmerling).

A autoridade legítima e as condições que permitem a emissão de takfīr são pontos importantes de contenda entre os eruditos muçulmanos. A declaração de takfīr normalmente se aplica a um julgamento de que uma ação ou declaração pelo muçulmano acusado indica o abandono consciente do Islã. Em muitos casos, um tribunal islâmico ou um líder religioso, um ulemá, deve pronunciar uma fátula (julgamento legal) de takfīr contra um indivíduo ou grupo.
O estudioso islâmico medieval Algazali "é frequentemente creditado por ter persuadido teólogos, em seu Faysalal-Tafriqa (O Critério de Distinção entre Islã e Descrença Clandestina), que takfīr não é um caminho proveitoso e que a máxima cautela deve ser tomada ao aplicá-lo."Em geral, o clero oficial muçulmano considera que o Islã não sanciona a excomunhão de muçulmanos que professam sua fé islâmica e realizam os pilares rituais do Islã. Isso se deve ao fato de que o takfir que convence com sucesso os juízes (ou vigilantes muçulmanos) do acusado ser um apóstata, tradicionalmente leva a punições de morte, confisco de seus bens e negação de sepultamento islâmico.Os ulemás frequentemente levantam objeções fazendo perguntas retóricas sobre quem detém o direito de excomungar outros, com base em que critérios religiosos isso deve ser feito e qual nível de conhecimento especializado em jurisprudência islâmica (Fiqh) é necessário para a qualificação de autoridade.
Alguns muçulmanos consideram o takfīr como uma prerrogativa apenas de Maomé — que o faz por meio de revelação divina e não está mais vivo para fazê-lo — ou de um estado que representa a coletividade da Ummah (a comunidade muçulmana).
Um exemplo dado da relutância dos muçulmanos em takfir é a recusa das autoridades da Universidade de Al-Azhar em takfirizar o EIIL/ISIS/Daesh em 2015, apesar das notórias atrocidades takfir desse grupo; e a recusa de "muitos muçulmanos padrão" em takfirizar os carijitas, apesar de essa seita ser "unanimemente considerada como os principais takfirizadores" pelos estudiosos.
Exemplos de takfir
Exemplos de disseminação de takfir uma vez que o takfir é aceito em uma comunidade muçulmana incluem:
- O site saudita de fátuas IslamQA.info deu como exemplo de takfir excessivamente zeloso "desviantes" um grupo que "se afastava da Jumu'ah (oração de sexta-feira) e da Salah al jamaa'ah (oração congregacional) e considerava os muçulmanos naquela terra"—a comunidade do século XIX na península arábica que seguia os ensinamentos de Maomé ibne Abde Aluaabe— "como descrentes". Ibne Abde Aluaabe ele mesmo era conhecido por ensinamentos cuja "ideia central" era que "muçulmanos que discordavam de sua definição de monoteísmo não eram hereges, isto é, muçulmanos equivocados, mas estavam fora do âmbito do Islã completamente."[a] A maioria dos muçulmanos ao longo da história aceitou a posição de que declarar esta profissão de fé [a shahada] faz de alguém um muçulmano. Alguém poderia ou não realizar regularmente os outros rituais obrigatórios ... mas ... quaisquer deficiências tornariam alguém um pecador, não um descrente.

- Maomé ibne Abde Aluaabe não aceitou essa visão. Ele argumentou que o critério para a posição de alguém como muçulmano ou descrente era a adoração correta como expressão da crença em um único Deus. ... qualquer ato ou declaração que indicasse devoção a um ser que não fosse Deus é associar outra criatura ao poder de Deus, e isso é equivalente à idolatria (shirk). Maomé ibne Abde Aluaabe incluiu na categoria de tais atos práticas religiosas populares que transformavam homens santos em intercessores com Deus. Esse era o cerne da controvérsia entre ele e seus adversários, incluindo seu próprio irmão.[21]

- Jovens islamistas encarcerados por suposto extremismo no Egito em meados da década de 1960 concordaram com a teoria exposta no livro de Sayyid Qutb, Milestones, de que o Islã estava extinto, já que a lei da xaria não estava sendo aplicada no mundo "muçulmano", e que a resposta correta era se retirar da sociedade "muçulmana" em preparação para a derrubada do regime secular. No entanto, discordavam se sua separação deveria ser "total" (ou seja, uma existência discreta, mas não secreta, às margens da sociedade) ou "espiritual" (ou seja, mantida em segredo de outros muçulmanos até que fossem uma força mais forte). Os grupos se takfiravam mutuamente e "se recusavam a cumprimentar um ao outro, e às vezes até chegavam às vias de fato".[22]

### Características da apostasia no Islã clássico
Tradicionalmente, os juristas islâmicos não formulavam regras gerais para estabelecer a descrença, em vez disso compilavam listas às vezes longas de declarações e ações que, em sua visão, eram motivos para uma acusação de takfir. Essas poderiam ser amplas e aparentemente distantes das crenças básicas do Islã.
Os manuais Confiança do Viajante, um manual do século XIV da escola de jurisprudência xafeíta (fiqh), e Madjma' al-Anhur pelo estudioso Hanafi Shaykhzadeh (f. 1667) incluem
(Do Reliance):
(a) curvar-se perante sol, lua, objetos da natureza, ídolos, cruz ou quaisquer imagens simbolicamente representando Deus, quer em mera contrariedade, sarcasticamente ou com convicção;
(b) intenção de cometer descrença, mesmo que se hesite em fazê-lo;
(c) proferir palavras que impliquem descrença, como "Alá é o terceiro de três" ou "Eu sou Alá";
(d) ridicularizar, questionar, admirar, duvidar, zombar ou negar a existência de Deus ou do Profeta do Islã, ou que o Profeta foi enviado por Deus;
(e) ridicularizar, negar ou zombar de qualquer verso do Alcorão ou da religião do Islã;
(f) negar o caráter obrigatório de algo considerado obrigatório pelo Ijma (consenso dos muçulmanos);
(g) acreditar que as coisas em si mesmas ou por sua natureza têm causa independente da vontade de Deus.
(Características selecionadas de Madjma' al-anhur):
(a) conceber Alá como uma mulher ou criança;
(b) declarar que o Anjo da Morte às vezes escolhe as pessoas erradas;
(c) afirmar a criatividade do Alcorão, traduzir o Alcorão;
(d) ridicularizar os estudiosos islâmicos ou dirigir-se a eles de maneira depreciativa, rejeitar a validade dos tribunais de xariah;
(e) prestar respeito aos não muçulmanos, celebrar Noruz, o Ano Novo iraniano.
Outros exemplos de tratados legais dedicados exclusivamente a expressões verbais (mas também ações) de descrença (conhecidos como alfaz al-kufr) incluíam:
- "Quem recita o Alcorão ao som de um tambor é um incrédulo (yakfuru)"
- "Quem diz: 'Não sei por que Deus mencionou isso ou aquilo no Alcorão' é um incrédulo (karfara)"
- "Quem reza deliberadamente em direção a outro lugar que não seja Meca (al-qibla), é um incrédulo"
- "Quando alguém volta de um encontro acadêmico (majlis al-'il) e outro diz: 'aquele homem voltou da igreja', essa pessoa é um incrédulo"
- "Se uma mulher amaldiçoa um marido estudioso, ela é uma incrédula"[28]

Alaazali afirmou que a apostasia ocorre quando um muçulmano nega os dogmas essenciais: o monoteísmo, a profecia de Maomé e o Juízo Final Ele dedicou "capítulos para lidar com o takfir e as razões pelas quais alguém pode ser acusado de descrença", em sua obra Fayasl al-tafriqa bayn al-Islam wa-l-zandaqa.

### Exceções e circunstâncias atenuantes
Por outro lado, há várias maneiras pelas quais um muçulmano pode evitar ser considerado culpado de apostasia.
Pausar acusações de takfir é o princípio da fiqh (para o xafeísmo e em outros madhhabs) de que acusar ou descrever outro muçulmano devoto como sendo um incrédulo é, por si só, um ato de apostasia, com base no hádice onde Maomé é relatado como tendo dito: "Se um homem diz a seu irmão, 'Você é um infiel', então um deles está certo."
Em contraste com os manuais descritos acima, Charles Adams e A. Kevin Reinhart afirmam que alguns teólogos islâmicos mantêm que os muçulmanos podem ser culpados de erro e má conduta sem descerem completamente ao nível de kafir. Por exemplo, um muçulmano negando um ponto de credo pode ser um hipócrita (munāfiq), mas não um kāfir; meramente corrupto (fasād) se sua desobediência não foi excessiva; "sectários muçulmanos errantes ... desviados (ḍāll)"; aqueles cuja interpretação do Qurʿān (taʿwīl) está equivocada estão em erro e não são descrentes porque sua "citação do Qurʿān, por mais equivocada que seja, estabelece sua fé"; e "segundo alguns", qualquer pessoa que seja "uma pessoa de qiblah" [reza em direção à qiblah] não pode ser um kāfir.
Antes que o acusado possa ser considerado culpado
Compensar as numerosas e potencialmente fatais transgressões possíveis mencionadas acima que deveriam ser evitadas eram os requisitos ("obstáculos a superar") para encontrar um muçulmano culpado de apostasia. Embora nem todos os estudiosos islâmicos ou escolas de jurisprudência concordem, alguns estudiosos da fiqh Shafi'i—como Nawawi e ibn Naqib al-Misri—afirmam que, para aplicar o código de apostasia a um muçulmano, o acusado deve:
(a) ter compreendido e professado que "não há Deus senão Deus, Muhammad é o mensageiro de Deus" (shahada),
(b) conhecer a xariah necessariamente conhecida por todos os muçulmanos,
(c) estar em perfeito juízo no momento da apostasia,
(d) ter atingido ou ultrapassado a puberdade, e
(e) ter rejeitado consciente e deliberadamente ou ter a intenção consciente e deliberada de rejeitar qualquer parte ou toda a Quran ou o Islã (xaria).
Os estudiosos maliquitas também exigem que a pessoa em questão tenha se envolvido publicamente nas práticas obrigatórias da religião. Em contraste, a fiqh hanafita, hambalita e jafarita não estabelecem tais requisitos de triagem; a história de um muçulmano não tem relação com quando e sobre quem aplicar o código xaria para apostasia.

Ainda mais requisitos para condenar um suposto apóstata são listados por outras fontes, incluindo
que o crime deve ser explicado a eles, e eles devem ter a chance de retratá-lo, e que o acusado deve ter "consciência da "natureza unilateral e eternamente vinculante" de aceitar o Islã", e ter conhecimento da punição pela apostasia (ou por qualquer outro crime de hadd) no momento da comissão do crime de apostasia. (Asmi Wood)
O julgamento deve ser deixado para muçulmanos conhecedores (segundo Islam Question and Answer) e não para muçulmanos leigos. 

### Primeiras escolas religiosas
Há disputas entre diferentes escolas de pensamento religioso quanto ao que constitui justificativa suficiente para declarar takfir:

#### Sunismo alaxarita
A posição ortodoxa sunita é que pecados geralmente não provam que alguém não é muçulmano, mas negações de princípios religiosos fundamentais sim. Assim, um assassino, por exemplo, ainda pode ser um muçulmano, mas alguém que nega que o assassinato é um pecado é um kafir se estiver ciente de que o assassinato é considerado um pecado no Islã.[carece de fontes?] Os alaxaritas afirmam que "é a crença no coração que mais importa". O fundador da escola alaxarita é o Imã Al-Ash'arideclarou que "declarar presunçosamente ... pecados mortais, como fornicação ou furto ou algo semelhante, ... lícitos e não reconhecer que é proibido", torna aquele que declara "um infiel". 

#### Carijitas
Os carijitas ou kharijitas "são unanimemente considerados os arquétipos dos takfiris" na história islâmica,conhecidos por seu takfir e assassinato do califa ortodoxo Ali depois que ele concordou com a arbitragem com seu rival, Moáuia I, para decidir a sucessão do Califado (a arbitragem sendo um meio para as pessoas tomarem decisões, enquanto o vencedor em uma batalha era determinado por Deus). Os carijitas acreditavam que os muçulmanos tinham o dever de se revoltar contra qualquer governante que se desviasse de sua interpretação do Islã ou falhasse em administrar os assuntos dos muçulmanos com justiça e consulta ou cometesse um pecado grave.

#### Murjitas
Os murjitas (Murjiʾah: "Aqueles que Adiam") acreditavam que ninguém que uma vez professasse o Islã poderia ser considerado um takfiri, mesmo que cometesse pecados mortais. O julgamento sobre se aqueles que cometeram pecados graves eram muçulmanos ou kafir deveria ser "adiado" (irjāʾ), e deixado somente a Deus. Essa teologia promoveu a tolerância dos omíadas e dos convertidos ao Islã que pareciam pouco entusiasmados em sua obediência. Surgiu como uma escola teológica que se opunha aos carijitas em questões relacionadas às primeiras controvérsias sobre pecado e definições do que é um verdadeiro muçulmano. Ao contrário dos carijitas, os murjitas acreditavam que a revolta contra um governante muçulmano não poderia ser justificada sob nenhuma circunstância, e defendiam a resistência passiva.

#### Mutazilitas
Os mutazilitas (seguidos pelos Zaidiyyah) advogavam o que viam como um caminho intermediário entre os murjitas e os carajitas, onde aqueles que não cumpriam adequadamente suas obrigações eram rebaixados a pecadores (fasiq), mas não até o ponto de infiéis.Por outro lado, "argumentou-se" (de acordo com Alam al-Dīn) que "a concepção geral mutazilita de īmān é a visão de que os atos de obediência são essenciais para a crença e quem negligencia esses atos não é um crente".

## Takfir de Cristãos e Judeus
Não muçulmanos também podem ser considerados takfiris, de acordo com Fayiz Salhab e Hussam S. Timani, pelo menos. Um "exemplo sendo" um hádice onde Maomé é citado como dizendo:
"Que a Maldição de Alá esteja sobre os judeus e os cristãos porque eles constroem lugares de adoração nos túmulos de seus profetas."
Transformar os túmulos dos profetas em locais de adoração é um "kufr grave", e uma vez que um ato de "kufr" grave qualifica alguém a ser um kafir, e uma vez que isso estava mostrando "iman" externamente mas cometendo (grave) "kufr" internamente, eles eram culpados de renunciar à sua religião por descrença.

## História

### Islamismo Primitivo
Alguns muçulmanos (como Maomé ibne Abde Aluaabe, fundador do uaabismo) acreditam que um dos primeiros exemplos de takfir teria sido praticado pelo primeiro Califa, Abacar. Em resposta à recusa de certas tribos árabes em pagar o imposto de esmola (zakat), ele é relatado como tendo dito:
"Por Deus, lutarei contra qualquer um que diferencie entre a oração e o zakat. ... A revelação foi interrompida, a xaria foi completada: será que a religião será reduzida enquanto estou vivo? ... Lutarei contra essas tribos mesmo que se recusem a dar uma rédea. O zakat é um tributo sobre a riqueza e, por Deus, lutarei contra quem diferencia entre a oração e o zakat."
Abacar não usou a palavra ''kafir'', no entanto.
O grupo conhecido como carijitas declarou takfir e matou o califa ortodoxo Ali (r. 656–661).Depois que ele concordou com a arbitragem com seu rival, Moáuia I, para decidir a sucessão do Califado. Eles acreditavam que "o julgamento pertence somente a Deus", de modo que para os seres humanos arbitrar pacificamente em vez de travar uma guerra estava tomando uma decisão que pertencia legitimamente a Deus. Em contraste, o vencedor de uma batalha era determinado por Deus.
Nas guerras entre o Califado Omíada e os carijitas, a prática de takfir destes últimos se tornou a justificativa para seus ataques indiscriminados aos muçulmanos civis; a visão mais moderada dos sunitas sobre o takfir desenvolveu-se em parte em resposta a esse conflito.[carece de fontes?]
Nos períodos omíada e início do abássida (aproximadamente 661-800), as autoridades "parecem" ter defendido o Islã contra a apostasia "principalmente" com "debates intelectuais".Durante a inquisição da Mihna, no Califado Abássida, que foi instituída pelos governantes mutazilitas, os inimigos dos mutazilitas eram considerados hereges e descrentes e eram punidos.A Mihna durou de 833 a 851
Em 922, al-Husayn ibn Mansour al-Hallaj foi morto por blasfêmia.
O celebrado Alaazali (m. 1111) pregou contra o takfīr excessivo entre os teólogos. O estudioso maliquita Cádi Iade (m. 1149) é dito ter sido o primeiro estudioso a pedir a pena de morte por "divulgar impropriedades sobre Maomé ou questionar sua autoridade em todas as questões de fé e vida profana" (segundo Tilman Nagel), estabelecendo o ritmo para estudiosos posteriores como ibne Taimia e Taj al-Din al-Subki (m. 1355).
Em um estudo de 60 casos de takfir de alto perfil no Egito e na Síria "julgados pelos cádis das quatro escolas de direito sunitas" durante o Sultanato Mameluco (1250–1517), a historiadora Amalia Levanoni descobriu que "mais da metade" resultou na execução dos acusados. Esses indivíduos incluíam sufis, rafidis, xiitas, convertidos do Islã, "alegados blasfemos e feiticeiros, rebeldes, rivais políticos e outros, com acusações muitas vezes sendo inventadas".

### ibne Taimia
No século XIV, o estudioso ibne Taimia takfirou vários muçulmanos e grupos islâmicos - os mutazilitas, os muçulmanos xiitas, sufis e o místico sufita ibne Arábi, etc. - que ele acreditava terem se desviado do verdadeiro Islã, mas ele é talvez mais lembrado por takfirar os mongóis da Ásia Central (tártaros) que haviam invadido o Oriente Médio, mas também se convertido ao Islã.
Em uma fátua, ele declarou que os muçulmanos deveriam "combater ... aqueles que se colocam fora da xaria", o que os mongóis fizeram ao continuar seguindo sua lei tradicional Yasa em vez da xaria. A fátua foi importante porque os mongóis continuaram a atacar após sua conversão e a fátua deu legitimidade à jihad mameluca contra eles, "tornando os mongóis apóstatas", não muçulmanos, e a jihad contra eles obrigatória.
"É obrigatório lutar contra eles até que cumpram toda a xaria, mesmo que possam pronunciar as 'Shahaadataayn'".ibne Taimia viveu numa época em que os juristas islâmicos tendiam à docilidade diante da injustiça, ele instigou a jihad contra tiranos. Sua fátua criou um precedente "para a declaração de takfir contra um líder", (segundo o pesquisador Trevor Stanley), e sua fátua foi citada por pelo menos um insurgente (Muhammad abd-al-Salam Faraj) como justificativa para matar líderes muçulmanos que não seguiam a xaria.
ibne Taimia influenciou ibne Caim Aljauzia (1292–1350) e Maomé ibne Abde Aluaabe (1703–1792), e todos os três são "frequentemente citados" pela mídia do grupo takfiri ISIS.

### Maomé ibne Abde Aluaabe
O reformador do século XVIII, Maomé ibne Abde Aluaabe, citou ibne Taimia em sua pregação e seus seguidores mataram muitos muçulmanos por práticas supostamente kafir. Uaabe alegou que muitas práticas muçulmanas que se tornaram tradições populares eram bid'a (inovação da religião) e shirk (politeísmo), e consequentemente muitos muçulmanos autoproclamados eram na verdade incrédulos.Na visão de ibne Abde Aluaabe e seus seguidores (também conhecidos como uaabitas), shirk assumiu muitas formas: a atribuição aos profetas, santos, astrólogos e adivinhos de conhecimento do mundo invisível, que apenas Deus possui e pode conceder; a atribuição de poder a qualquer ser que não seja Deus, incluindo o poder de intercessão; reverência dada de qualquer forma a qualquer coisa criada, até mesmo ao túmulo do Profeta; tais costumes supersticiosos como a crença em presságios e em dias venturosos e desalentadores; e jurar pelos nomes do Profeta, Ali, os imãs xiitas, ou os santos."
A interpretação do Islã de ibne Abde Aluaabe (também conhecida como uaabismo) tornou-se enormemente influente em todo o mundo muçulmano a partir do final do século XX, em grande parte devido ao poder financeiro da Arábia Saudita, que gastou dezenas de bilhões de dólares para propagar seu movimento.

#### Século XIX e início do XX
Algumas execuções de apóstatas do século XIX até 1970 listadas por Rudolph Peters e Gert J. J. De Vries incluem o estrangulamento de uma mulher apóstata no Egito em algum momento entre 1825 e 1835, um jovem armênio decapitado por se converter ao Cristianismo em 1843 no Império Otomano. Muçulmanos no Afeganistão que se converteram à Ahmadismo foram condenados a serem apedrejados em 1903 e 1925.

### Após 1950
Segundo Hussam S. Timani, tanto a apostasia entre os muçulmanos quanto o número de grupos muçulmanos "adotando o conceito de takfir" aumentaram recentemente (até 2017). Timani afirma que os estudiosos muçulmanos atribuem isso ao "declínio dos valores islâmicos e à perda de solidariedade entre as pessoas após séculos de colonialismo e dominação estrangeira".
Takfir tornou-se "uma ideologia central de grupos militantes" como os do Egito, "que refletem as ideias" de Sayyid Qutb, Abul A'la Maududi e outros, de acordo com o site Oxford Islamic Studies Online.Líderes como Hasan al-Hudaybi (falecido em 1977) e Yusuf al-Qaradawi rejeitam o takfir como não islâmico e marcado pelo fanatismo e intolerância. É rejeitado por estudiosos e líderes islâmicos, como Hasan al-Hudaybi (falecido em 1977) e Yusuf al-Qaradawi, bem como por grupos islâmicos e muçulmanos tradicionais.

#### Sayyid Qutb eMilestones
Em seu livro de  grande influência de 1964, Milestones (Ma'alim fi al-Tariq), Sayyid Qutb abraçou o princípio da fátua de ibne Taimia de que muçulmanos que não seguem a xaria não são realmente muçulmanos, e estendeu-o para argumentar que o Islã não apenas precisava de uma revitalização, mas que realmente havia caído de volta em um estado de ignorância pagão conhecido como jahiliyyah e estava "extinto" por "alguns séculos". Embora ele não tenha especificamente feito takfir ou pedido a execução daqueles que governam governos não-xaria (ele escreveu Milestones na prisão), ele enfatizou que "as organizações e autoridades" dos países supostamente muçulmanos eram irreparavelmente corruptas e más e teriam que ser abolidas por "poder físico e Jihad", por um movimento de "vanguarda" de verdadeiros muçulmanos.

#### No Paquistão
Takfir tem sido usado contra os ahmadis, (uma seita de muçulmanos autodescritos que acreditam que o mahdi do Islã chegou na forma de Mirza Ghulam Ahmad (falecido em 1908)), que muitos muçulmanos e estudiosos islâmicos acreditam rejeitar a doutrina de Khatam an-Nabiyyin, ou seja, a crença de que Maomé foi o último e final profeta e mensageiro de Deus, após quem não pode haver outro Profeta ou Mensageiro. Em 1974, o Paquistão emendou sua constituição para declarar os ahmadis como não muçulmanos. Em 1984, o General Muhammad Zia-ul-Haq, então governante militar do Paquistão, emitiu a Ordem XX,proibindo os ahmadis de se autodenominarem muçulmanos. Como resultado, eles não têm permissão para professar publicamente a crença islâmica ou chamar seus locais de culto de mesquitas,cultuar em mesquitas não-ahmadis ou salas de oração públicas, fazer a chamada muçulmana para a oração, usar a saudação islâmica tradicional em público, citar publicamente o Alcorão, pregar em público, buscar conversões ou produzir, publicar e disseminar seus materiais religiosos.
Os ulamas locais (estudiosos islâmicos) declararam takfir sobre outro grupo no Paquistão, os Zikri, de Makran, em Baluchistão. Os zikris acreditam que Saíde Maomé Jaumpuri (nascido em 1443) foi o Mádi (redentor) do Islã. Em 1978, os ulama fundaram um movimento (Tehrik Khatm-e-Nabuat) para fazer com que o estado do Paquistão declarasse os zikris como não muçulmanos, assim como os amaditas.

#### Faraj
Em 1981, o presidente Anwar El Sadat foi assassinado (juntamente com seis diplomatas) por islamistas que haviam se infiltrado em um desfile militar que ele estava revisandoEmbora muitos assumissem (especialmente no mundo ocidental) que os assassinos deviam estar motivados pela raiva pela paz de Sadat com Israel, um documento encontrado pela polícia revelou uma motivação diferente. Al-Farida al-gha'iba (O Dever Negligenciado), de Muhammad abd-al-Salam Faraj, o teórico do grupo (movimento Tanzim al-Jihad), proclamava que a jihad permitiria aos muçulmanos governar o mundo e restabelecer o califadomas o documento explicava que o motivo específico pelo qual Sadat precisava ser morto era que seu governo, juntamente com todos os governos de países de maioria muçulmana, não governava de acordo com a xaria. Faraj citou como justificativa a fatwa de ibne Taimia, mencionada acima, de takfir contra os mongóis por não governarem pela xaria -- "combater ... aqueles que se colocam fora da xaria"; E também o versículo 5:44 do Alcorão: "E quem não julgou (yahkum) pelo que Alá revelou, esses são os incrédulos" (mais tarde copiado por Osama bin Laden).

#### Salman Rushdie
O caso de Salman Rushdie fornece um exemplo de takfir que teve destaque na mídia ocidental. Rushdie entrou em esconderijo depois que Aiatolá Khomeini emitiu uma fátua em 1989, oficialmente declarando-o um kafir que deveria ser executado por seu livro The Satanic Verses, o qual é percebido por muitos muçulmanos por conter passagens que questionam a base do Islã. Casos semelhantes ocorreram no Egito: por exemplo, Nasr Abu Zayd foi acusado de apostasia após seu trabalho sobre fontes islâmicas, descrevendo o Alcorão como um documento histórico.

#### GIA na Argélia
Durante a Guerra Civil Argelina de 1991–2002, o grupo insurgente islâmico GIA (Grupo Islâmico Armado da Argélia), sob o emir Antar Zouabri, emitiu um manifesto em 1996 intitulado A Espada Afiada, apresentando a sociedade argelina como resistente ao jihad e lamentou que a maioria dos argelinos havia "abandonado a religião e renunciado à batalha contra seus inimigos". Zouabri, a princípio, cuidou de negar que o GIA jamais tenha declarado takfir sobre a própria sociedade argelina.Mas durante o mês do Ramadã (janeiro a fevereiro de 1997), centenas de civis foram mortos em massacres,alguns tiveram suas gargantas cortadas.
Os massacres continuaram por meses e culminaram em agosto e setembro, quando centenas de homens, mulheres e crianças foram mortos nas aldeias de Rais, Bentalha e Beni Messous. Mulheres grávidas foram abertas, crianças foram despedaçadas ou arremessadas contra paredes, membros de homens foram cortados um por um, e, enquanto os atacantes recuavam, eles sequestravam jovens mulheres para mantê-las como escravas sexuais.O GIA emitiu um comunicado assinado por Zouabri assumindo a responsabilidade pelos massacres e justificando-os — em contradição com seu manifesto — ao declarar ímpios (takfir) todos os argelinos que não haviam se juntado às suas fileiras.Enquanto o GIA havia sido a "indiscutível principal força islamista" na Argélia dois anos antes,os massacres esgotaram seu apoio popular e levaram ao fim do "jihad organizado" na Argélia.(A questão tornou-se complicada com evidências de que as forças de segurança cooperaram com os assassinos para impedir que os civis escapassem, e até mesmo podem ter controlado o GIA.)

#### Osama Bin Laden
Osama bin Laden declarou o governo da Arábia Saudita como apóstata em sua "Declaração de Guerra" (parte I, 12 de outubro de 1996), por exemplo, declarou o governo saudita como apóstata com base no versículo 5:44 do Alcorão, porque em sua visão o governo saudita 'não aplica a xaria' (lei islâmica).

#### Tunísia
A Constituição da Tunísia (aprovada após a Revolução Tunisiana de 2011) criminalizou o takfir ao proibir fátuas que promovem o takfir.

#### Estado Islâmico
O Estado Islâmico foi fortemente criticado por aplicar o takfir aos muçulmanos que se opõem ao seu governo. Segundo o jornalista Graeme Wood, em meados de 2015,
Seguindo a doutrina takfiri, o Estado Islâmico está empenhado em purificar o mundo matando um grande número de pessoas. A falta de relatórios objetivos de seu território torna o verdadeiro alcance do massacre desconhecido, mas postagens nas redes sociais da região sugerem que execuções individuais acontecem mais ou menos continuamente, e execuções em massa ocorrem a cada poucas semanas.
A tendência do grupo de visar os muçulmanos xiitas com ataques suicidas ocorre devido ao fato de o grupo considerá-los apóstatas.

#### Jihadistas salafistas
É importante notar que Shiraz Maher especifica que os principais teóricos do jihadismo salafista, como Abu Hamza al-Masri, Abu Muhammad al-Maqdisi, Omar Abdel-Rahman, e Abu Basir al-Tartusi pedem cautela ao realizar o takfir, pois declarar erroneamente um muçulmano como incrédulo faz com que aquele que acusa também saia da religião do Islã e se torne um apóstata.